# Genocídio utilitário
O genocídio utilitário é uma das cinco formas de genocídio descritas pelo autor Vahakn Dadrian. O genocídio utilitário difere dos outros genocídios pois, neste caso, o genocídio cometido não está ligado a alguma ideologia, como o Holocausto, mas sim ligado diretamente à vontade de um povo de receber posses de matérias-primas ou territórios através do extermínio de um outro povo. Este tipo de genocídio pode ser visto em eventos como o genocídio dos povos indígenas no Brasil.
É importante diferenciar o genocídio utilitário da guerra. No genocídio utilitário que normalmente vem após um conflito, o genocida em questão extermina a sangue frio seu rival já fragilizado, assim para conquistar seu território ou efetuar o roubo dos seus bens. Já em guerras por território, se um povo é rendido, ele não deve ser exterminado e sim preso.
Há controvérsias se utilizar do povo rendido como escravo pode ser considerado um genocídio utilitário, tendo em vista que você não apenas prende o povo rendido como utiliza deles para trabalho escravo, não os matando diretamente porém diminuindo sua expectativa de vida e tratando-os como animais.